# Sac Actun
Sac Actun (pol. Biała Jaskinia) – system jaskiń na półwyspie Jukatan, na północny wschód od miasta Tulum, najdłuższy na świecie system jaskiń i najważniejsze podwodne stanowisko archeologiczne na świecie.